# Federico Finchelstein
Federico Finchelstein (1975) és un historiador argentí.

## Biografia
Actualment (2017) és professor al Departament d'Història de la The New School de Nova York.
Llicenciat per la Universitat de Buenos Aires, el 2006 va donar suport a una tesi doctoral al Departament d'Història de la Universitat Cornell. Anteriorment, havia ensenyat a la Universitat de Brown.
El seu camp d'investigació se centra en el feixisme europeu i sud-americà i els vincles entre aquests dos feixismes. També és comentarista i columnista polític en nombroses publicacions a la premsa principal i especialitzada, tant al seu país d'origen com als Estats Units i Europa, especialment a Médiapart, França.
Federico Finchelstein ha publicat més de cinquanta articles i assaigs sobre feixisme, populisme llatinoamericà, la relació entre la història i la teoria política, la guerra freda, el genocidi i l'antisemitisme. La seva obra ha aparegut en diverses publicacions anglosaxones, hispàniques, francòfones, portugueses, italianes, etc. tant en treballs col·lectius com en revistes especialitzades.

## Obra
És autor d'obres com La Argentina Fascista. Los orígenes ideológicos de la dictadura (L'Argentina Feixista. Els orígens ideològics de la dictadura) (2008), Transatlantic Fascism: Ideology, Violence and the Sacred in Argentina and Italy, 1919-1945 (El feixisme transatlàntic: ideologia, violència i el sagrat a Argentina i Itàlia, 1919-1945) (2010), The Ideological Origins of the Dirty War: Fascism, Populism, and Dictatorship in Twentieth-Century Argentina (Els orígens ideològics de la guerra bruta: feixisme, populisme i dictadura a l'Argentina del segle XX) (2014), El mito del fascismo: de Freud a Borges (El mite del feixisme: de Freud a Borges) (Capital Intelectual, 2015) i From Fascism to Populism in History (Del feixisme al populisme de la història) (2017), entre d'altres.